# Eyeru Tesfoam Gebru
Eyeru Tesfoam Gebru, née le 10 décembre 1996, est une coureuse cycliste éthiopienne. Elle est notamment championne d'Afrique du contre-la-montre par équipe en 2018 et 2019. Elle court avec l'équipe du Centre mondial du cyclisme depuis 2018 puis avec l'équipe française Komugi Grand Est en 2023 et 2024. Elle participe aux Jeux olympiques de Paris sous la bannière de l’Équipe olympique des réfugiés aux Jeux olympiques d'été de 2024

## Palmarès

### Par années
- 2015
  -  Médaillée de bronze du contre-la-montre aux Jeux africains
- 2016
  -  Médaillée d'argent du championnat d'Afrique du contre-la-montre par équipe
  - 2e du championnat d'Éthiopie sur route
  - 2e du championnat d'Éthiopie du contre-la-montre
  - 10e du championnat d'Afrique sur route
- 2017
  -  Médaillée d'argent du championnat d'Afrique du contre-la-montre par équipe
  - 7e du championnat d'Afrique du contre-la-montre
- 2018
  -  Championne d'Afrique du contre-la-montre par équipe (avec Selam Amha, Tsega Beyene et Eyerusalem Kelil)
  -  Médaillée de bronze du championnat d'Afrique du contre-la-montre
  - 4e du championnat d'Afrique sur route
- 2019
  -  Championne d'Afrique du contre-la-montre par équipe (avec Eyeru Haftu Reda, Selam Ahama Gerefiel et Tsega Beyene)
  -  Médaillée d'argent du championnat d'Afrique du contre-la-montre
  -  Médaillée d'argent du championnat d'Afrique sur route

### Classements mondiaux
| Année                                 | 2016 | 2017 | 2018 | 2019 | 2020 | 2021 | 2022 | 2023 | 2024  |
| ------------------------------------- | ---- | ---- | ---- | ---- | ---- | ---- | ---- | ---- | ----- |
| Classement UCI                        | 349e | 497e | 142e | 127e | 579e | nc   | nc   | nc   | 1049e |
|                                       |      |      |      |      |      |      |      |      |       |
| Légende : nc = non classéSource : UCI |      |      |      |      |      |      |      |      |       |